# Asteroide de tipus R
Els asteroides de tipus R són moderadament brillants, els asteroides del cinturó interior relativament poc comuns que són espectralment intermedis entre l'asteroides tipus V i els tipus A. L'espectre mostra característiques d'olivina i piroxè diferents d'1 i 2 micròmetres, amb una possibilitat de plagioclasa. Per sota de 0,7 μm de l'espectre és molt vermellosa.
La missió IRAS ha classificat 4 Vesta, 246 Asporina, 349 Dembowska, 571 Dulcinea i 937 Bethgea com a tipus R; però la reclassificació de Vesta, l'arquetipus V és discutible. D'aquests cossos, només el 349 Dembowska, es reconeixen com a tipus R quan es tenen en compte totes les longituds d'ona.